# Єрмакова Наталя Петрівна
Єрмакова Наталя Петрівна — український театрознавець, театральний критик, педагог. Кандидат мистецтвознавства (1985), доцент (2006), лауреат премії Національної спілки театральних діячів України в галузі театрознавства і театральної критики.

## Життєпис
Закінчила Державний інститут театрального мистецтва імені І. К. Карпенка-Карого за спеціальністю «Театрознавство», 1969 рік. 
У 1970—2007 рр. працювала у відділі театрознавства Інституту мистецтвознавства, фольклору та етнографії імені М. Т. Рильського НАН України як аспірант, молодший науковий співробітник, науковий співробітник, старший науковий співробітник. 
З 2007 року працює в Інституті проблем сучасного мистецтва Академії мистецтв України на посаді провідного наукового співробітника.
З 1991 по 1996 року, а також з 2003 і до сьогодні є доцентом кафедри театрознавства Київського національного університету театру, кіно і телебачення імені І. К. Карпенко — Карого. У різні роки викладала у Київському національному університеті «Києво-Могилянська академія» та Київському національному університеті культури і мистецтв. 
З 1985 року має науковий ступінь кандидата мистецтвознавства.
Видала монографію «Акторська майстерність Любові Гаккебуш» (К., «Наукова думка», 1979) та «Березільська культура: історія, досвід [Архівовано 24 вересня 2018 у Wayback Machine.]» (К., «Фенікс», 2012). Була співавтором монографій: «Українське акторське мистецтво: традиції і сучасність» (К., «Наукова думка», 1986), «Режисура українського театру: традиції і сучасність» (К., «Наукова думка», 1990), «Нариси з історії театрального мистецтва України ХХ ст. [Архівовано 7 травня 2018 у Wayback Machine.]» (К., ІПСМ, 2006), «Антологія вистав українського драматичного театру ХХ ст.' [Архівовано 9 травня 2017 у Wayback Machine.]» (К., ІПСМ, 2012).
Є співавтором тритомного академічного видання «Історія українського театру» (К., ІМФЕ, 2009), а також програми з курсу історії українського театру для закладів культури і мистецтв ІІІ і IV рівнів акредитації. Друкувала статті у виданнях Російського державного інституту мистецтвознавства: «Авангард 1910-х — 1920-х годов. Взаимодействие искусств» (1998), «Русский авангард 1910-х — 1920-х годов и театр» (2000), «Авангард и театр 1910 — 1920-х годов» (2008).
Друкується в періодичних виданнях України, Росії, Польщі, Бельгії, Франції, Киргизії. Уклала для польського журналу «TEATR» український номер (1993, № 2). Член редколегії журналу «Просценіум» Львівського національного університету імені І. Франка.
Є автором більше сотні статей, серед яких (вибірково):
- 1. Ермакова Н. П. МОБ // Авангард и театр 1910–1920-х годов / Рос. акад. наук., Науч. совет "Ист.-теорет. проблемы искусствознания [и др.]. — М. : Наука, 2008. — С. 108—194.
- 2. Ермакова Н. П. Лесь Курбас и «новейшие театральные течения» // Русский авангард 1910-х — 1920-х годов и театр / Гос. ин-т искусствознания М-ва культуры РФ ; ред. Г. Ф. Коваленко. — СПб. : Дмитрий Буланин, 2000. — С. 318—331.
- 3. Єрмакова Н. Уроки «Диктатури» Івана Микитенка в «Березолі»// Записки Наукового товариства Імені Шевченка. — Т. CCLIV. — Праці Театрознавчої клмісії. — Львів. — 2007. — С. 308—330
- 4. Єрмакова Н. Про початок історії Молодого театру // Наук. вісн. Київ. нац. ун-ту театру, кіно і телебачення ім. І. К. Карпенко-Карого: зб. наук. пр. — К., 2010. — Вип. 6. — С. 45–61.
- 5. Єрмакова Н. Режисерські покоління 90-х років // Сучасне мистецтво: Науковий збірник. — Вип. 1. — К., 2004. — С. 171—191.
- 6. Єрмакова Н. Українські театральні контакти — проблема діалогу // Сучасне мистецтво: Науковий збірник. — Вип. 4. — К., 2007. — С. 216—224.
- 7. Єрмакова Н. Дискурс німецької культур у театрі Леся Курбаса // Мистецькі обрії'2009 / Акад. мистец. України, Ін-т пробл. сучас. мистец. — К., 2009. — Вип. 2 : Актуальні проблеми мистецької практики і мистецтвознавчої науки. — С. 269—272.
- 8. Yermakova Natalia Les Kurbas los artusty // Teatr. — Warszawa — 1993. — № 2. — s. 7 — 9.Ermakova Natalia L'actuer ukrainien hier et aujourd'hiu // Le Comédien Aujourd'hui Ombre et Lumiére: 5 Forum Du Théâtre Européen. — 2001. — № 12. — р. 196—203.
- 9. Ermakova Natalia À l'heure de la transition // L'Est désorienté: Espoirs contradictions. — Bruxelles, 2000 — p. 57 — 61.
- 10. Yermakova Natalia Review // The World Of The Theatre. — : International Theatre Institute, 2000 р. 250—253.
- 11. Yermakova Natalia Sztuka rezyserii na Ukraine w czasach przelomu // DIALOG. — Warszawa, 1999. –  № 7 — s. — 48 — 57.

У середині 1990-х років підготувала цикл передач на українському радіо — «В колі Леся Курбаса» (14 передач) та на українському телебаченні — «Лесь Курбас» (4 передачі).
Була членом журі міжнародних фестивалів в Україні, Росії, Білорусі, Польщі.
Наприкінці 1980-х років брала участь у створенні Спілки театральних діячів України, стояла біля витоків театральних фестивалів «Херсонеські ігри», «Слов'янські зустрічі» та ін., студійного руху. Керувала комісією театральної критики Спілки театральних діячів України. В 1992—1994 роках була членом Колегії міністерства культури України очолюваному І. М. Дзюбою.
- 1. Співавтор (разом із режисером С. Сергійчиковою) документального фільму «Лесь Курбас» 1987
- 2. Куратор української частини фестивалю «Молодий театр — 1987» (Каунас)
- 3. Куратор української частини міжнародного фестивалю «Контакт»  з 1991  до 1999 року, (Торунь, Польща)
- 4. Автор проекту «Сучасний український театр» для польського журнауі «TEATR», спеціальний номер (1993, № 2), (Варшава, Польща).
- 5. Куратор української частини міжнародного фестивалю «Херсонеські ігри»  у 1993, 1994 роках (Севастополь)
- 6. Куратор української частини міжнародного фестивалю «Березіль — 1993» (Харків)
- 7. Куратор міжнародного проекту «Великий шовковий шлях: Україна — Киргизія — 1999» (Бішкек, Киргизія)
- 8. Учасник міжнародної дискусії «Театр Європи, що об'єднується — правда і фальш», 2001 рік (Вроцлав, Польща)
- 9. Учасник міжнародної дискусії «Чи ми є свідками народження нового театру?», 2003, (Вроцлав, Польща)
- 10. Лекції «Студійний театр України» у рамках міжнародного проекту «Траверс» Університету Нансі-2, 2003 (Нансі, Франція)